# جون بوتس
جون بوتس (بالإنجليزية: John Potts)‏ هو لاعب كرة قاعدة أمريكي، ولد في 6 فبراير 1887 في تيب سيتي في الولايات المتحدة، وتوفي في 5 سبتمبر 1962 في كليفلاند في الولايات المتحدة.

## وصلات خارجية
- جون بوتس على موقعبيزبول رفرنس.كوم (الدوري الرئيسي) (الإنجليزية)
- جون بوتس على موقعبيزبول رفرنس.كوم (الدوري الثانوي) (الإنجليزية)